# Елеонора I (королева Наварри)
Елеонора Ι (2 лютого 1426 Оліте — 12 лютого 1479) — королева Наварри. Дочка короля Арагону Хуана ΙΙ і його дружини королеви Наварри Бланки Ι.

## Біографія
Елеонора народилася в місті Оліте (Наварра) і була третьою дочкою і наймолодшою дитиною Хуана II Арагонського і Бланки I Наваррської.
Після смерті Бланки наваррський престол узурпував Іоанн II, позбавивши спадщини власних дітей.
У 1441 році Елеонора вийшла заміж за графа Гастона IV Фуа і в наступному році переїхала з чоловіком в Беарн. В 1455 році батько оголосив Елеонору спадкоємицею Наварри і призначив її правителем країни. В 1462 році вони уклали договір, згідно з яким Елеонора визнавала Хуана II королем Наварри і давала згоду на ув'язнення своєї сестри Бланки під варту (їх брат Карл до того часу помер).
В 1464 році Бланка померла (підозрюють, що вона була отруєна). У 1468 році батько змістив Елеонору з посади регента Наварри, але в 1471 знову призначив правителем королівства.
Після смерті Іоанна II в 1479 році Елеонора стала повноправною королевою Наварри, але через три тижні померла. Їй було 53 роки. Королівський престол успадкував її онук Франциск Ι під регентством матері.

## Родина
Чоловік — Гастон IV (1423—1472) граф Фуа і Бігорру, віконт Беарну, Кастельбону і Нарбонну, князь Андорри.
Діти:
- Гастон (1444—1470)
- Петро (1449—1490)
- Іоанн (1450—1500)
- Марія (1452—1467)
- Іоанна (1454—1476), дружина Жана V (граф Арманьяк)
- Маргарита (1458—1486)
- Катерина (1460—1494)
- Ізабелла (1462—в дитинстві)
- Елеонора (1466—в дитинстві)
- Яків (1469—1500)